# Kościół Jezuitów w Tarnopolu
Kościół pw. Niepokalanego Poczęcia Najświętszej Maryi Panny, lub kościół Jezuitów – zniszczona przez władzę radziecką (m.in. rozebranie wieży) świątynia rzymskokatolicka w Tarnopolu, niegdyś położona w centrum miasta przy ulice Skargi, a zbudowana w latach 1899–1901. Konsekrowany 29 września 1901.